# Хоминське (заповідне урочище)
Хо́минське — заповідне урочище місцевого значення в Україні. Об'єкт природно-заповідного фонду Івано-Франківської області. 
Розташоване в межах Косівського району Івано-Франківської області, на південь від міста Косів і на захід від смт Кути. 
Площа 5,4 га. Статус надано згідно з рішенням облвиконкому від 19.07.1888 року № 128. Перебуває у віданні ДП «Кутське лісове господарство» (Кутське л-во, кв. 12, вид. 5). 
Статус надано для збереження частини лісового масиву на схилах хребта Хоминський (Покутсько-Буковинські Карпати) з буковими насадженнями віком понад 100 років. 
Заповідне урочище «Хоминське» входить до складу національного природного парку «Гуцульщина». 